# Katie Couric
Katherine Anne Couric (ur. 7 stycznia 1957 w Arlington w stanie Wirginia, Stany Zjednoczone) – amerykańska dziennikarka.
Stała się znana jako współgospodarz programu Today w NBC (1991–2006). 
W 2006 przeszła do CBS i została pierwszą w Stanach Zjednoczonych kobietą, samodzielną prezenterką (anchorwoman), codziennych wiadomości wieczornych w wielkiej sieci telewizyjnej.
W 2016 pojawiła się w filmie Zoolander 2 (występ cameo).